# Rue Drouin
Pour les articles homonymes, voir Drouin.
La rue Drouin est une voie de la commune de Nancy, dans le département de Meurthe-et-Moselle, en région Lorraine.

## Situation et accès
La rue Drouin est placée au sein de la Ville-neuve, à proximité immédiate du parc Charles III, et appartient administrativement au quartier Charles III - Centre Ville.
La nord de la rue Drouin est desservi par la ligne 1 du tramway du réseau STAN, via la station « Cathédrale ».

## Origine du nom
Elle porte le nom de la famille Drouin :
- Nicolas Drouin (1590-1649), auteur du tombeau du Charles de Lorraine dit le cardinal de Vaudémont aux Cordeliers ;
- Siméon Drouin, sculpteur et architecte, auteur du Vœu de Nancy, à l'église Notre-Dame-de-Bonsecours ;
- Jessé Drouin, sculpteur
- Florent Drouin, né à Nancy, mort en 1612, auteur de la Cène de Saint-Epvre (1582), aujourd'hui au Musée lorrain, de la statue équestre de saint Georges, au-dessus de la porte, et des bas reliefs de la porte Notre-Dame.

## Historique
Au  début du XVIIIe siècle, les remparts de la Ville-Neuve sont remplacés par un mur d'octroi. La rue Drouin est alors créée le long de ce mur d’enceinte.
Après avoir porté le nom de « Paille-Maille » au XVIIIe siècle, de rue des Jardins en 1830 elle prend sa dénomination actuelle le 13 novembre 1878.

## Bâtiments remarquables et lieux de mémoire
- no 2 : Maison du Peuple, édifice inscrit au titre des monuments historiques depuis 1989[3].
- no 15 : Temple maçonnique du Grand Orient de France[4]
- Institut Saint-Dominique : école et collège privé occupant trois anciens hôtels particuliers de la première   moitié du XVIIIe siècle[5].